# Brainiac
Brainiac (также стилизовано как 3RA1N1AC) — американская инди-рок-группа из Дейтона, штат Огайо. Была образована в январе 1992 года Тимом Тейлором, Хуаном Монастерио (Monostereo), Джоном Шмерсалом и Тайлером Трентом. Группа распалась после внезапной смерти вокалиста Тима Тейлора в автокатастрофе 23 мая 1997 года.

## Наследие
Влияние на других исполнителей
Трент Резнор, фронтмен группы Nine Inch Nails, прокомментировал на радио BBC, что Brainiac оказали на него большое влияние «с точки зрения звука». Он также рассказал, что во время записи With Teeth в 2005 году он использовал Electro-Shock for President (1997) в качестве «звукового эталона».
Крис Уолла из Death Cab for Cutie утверждал, что Brainiac оказали влияние на его работу над Narrow Stairs (2008).
Мэттью Беллами из Muse утверждает, что определённый раздел в песне «Exo-Politics» из Black Holes and Revelations (2006) был написан под сильным влиянием Brainiac.
Седрик Бикслер и Омар Родригес-Лопес из The Mars Volta называют Brainiac, в частности Electro-Shock for President (1997), влиятельной записью. О своем влиянии Седрик говорит:
Почти каждая группа обязана Brainiac: The Blood Brothers, The Locust, At the Drive-In, а также The Faint многим им обязаны, и они не побоятся в этом признаться. Brainiac были, по крайней мере, первыми, у кого была эта определенная черта Devo — хотя это, очевидно, не так: абсурдный вокал, тяжелые синтезаторы, сэмплы собак и поездов. Все электронные вещи на этом альбоме были сделаны Стивом Альбини и Джимом О'Рурком. Brainiac записали всего три альбома, потому что вокалист погиб в автокатастрофе. Это как темная тайна, которую вы можете раскрыть.
Мэтт Бернингер из The National также похвалил Braniac, заявив: «Выступление этой группы перевернуло бы ваше представление о рок-группе. Они делали вещи как в музыкальном плане, так и в плане исполнения, которые казались совершенно свободными и не обремененными самосознанием и неуверенностью. И это было органично, честно, бесстрашно и неуравновешенно. Они передавали что-то очень целительное и мощное. Они были совершенно в странном положении, сами по себе».

## Дискография
Смотри статью «Дискография Brainiac» в англ. разделе.
- Smack Bunny Baby (1993)
- Bonsai Superstar (1994)
- Hissing Prigs in Static Couture (1996)